# Carl Quentin
Johann Christian Carl Quentin, auch Karl Quentin, als Deutschamerikaner Charles Quentin (* 8. Dezember 1810 in Bückeburg, Schaumburg-Lippe; † 9. Mai 1862 in Milwaukee, Wisconsin), war ein preußischer Staatsbeamter der Königlichen Regierung in Düsseldorf, Politiker der demokratischen Bewegung, Reiseschriftsteller, Immobilienunternehmer und Senator im Senat von Wisconsin.

## Leben

### Ausbildung, soziales Umfeld und Tätigkeit im preußischen Staatsdienst
Quentin, Sohn des fürstlich lippischen Leibarztes Carl Quentin zu Bückeburg, studierte Rechtswissenschaft. In den 1840er Jahren war er Regierungsrat in der Königlichen Regierung zu Düsseldorf. Dort war er für das Gewerbewesen und in diesem Zusammenhang beispielsweise für die Gewährung von staatlichen Subventionen zuständig. Über diese Aufgabe, aber auch über die Familie seiner Frau Charlotte Harkort (1819–1886), der Tochter des auf Gut Schede verstorbenen Frühindustriellen Peter II. Harkort (1786–1822) und Schwester des dort lebenden Industriellen Peter III. Harkort (1820–1888), die er am 8. Mai 1842 geheiratet hatte, verfügte er über beste Kontakte ins rheinisch-westfälische Bürgertum, insbesondere zu Fabrikanten wie Gustav von Mevissen, Quirin Croon (1788–1854) und Friedrich von Diergardt. Im Berliner Finanzministerium galt er als einer der überragenden wirtschaftspolitischen Köpfe der Rheinprovinz.

### Wegbereiter für die heutige deutsche Arbeitsgerichtsbarkeit
Das Motiv Quentins für seine rechtlich und sozialpolitisch bis heute weiterwirkenden Initiativen bei der Durchsetzung einer Gerichtsbarkeit für die Arbeitswelt ist vor allem in seiner sozialreformerischen Ausrichtung zu suchen. So hatte er bereits 1841 den Düsseldorfer "Verein zur Beförderung von Arbeitsamkeit, Sparsamkeit, Wohlstand und Sittlichkeit" angeregt. Als dann Peter Beuth im Sommer 1844 in Berlin eine Gewerbeausstellung der deutschen Bundes- und Zollvereinsstaaten veranstaltete, gehörte der Düsseldorfer Regierungsrat als treibende Kraft zu den Persönlichkeiten aus Beamtenschaft und Industrie, die am 7. Oktober 1844 den Aufruf zur Bildung eines "Vereins für das Wohl der Hand- und Fabrikarbeiter" unterzeichneten. Dieser Appell führte zwei Tage später zur Gründung des einflussreichen und bis zum Beginn des Ersten Weltkrieges bestehenden "Centralvereins für das Wohl der arbeitenden Klassen". Genehmigt wurde er von der misstrauischen Obrigkeit erst am 31. März 1848 nach vielerlei Querelen und Verdächtigungen unter dem Eindruck der Ereignisse des Vormärz. Quentin widmete sich in der Folgezeit u. a. dem Ausbau des Düsseldorfer Bezirkvereins und gehörte ab 1848 als Ausschussmitglied für die Rheinprovinz dem Zentralverein an.
Nach ihrer Eingliederung von 1815 in den Preußischen Staatsverband hatte die preußische königliche Kabinettsordre vom 19. November 1818 mit der Beibehaltung des französischen Rechts zugleich das Überleben der im Jahre 1806 auf Initiative Napoleons in Frankreich eingeführte Arbeitsgerichtsbarkeit („Conseils de Prud´hommes“) ermöglicht. Quentin verdankten sie in Form der sog. „Rheinischen Fabriken-/Gewerbegerichte“ den entscheidenden Durchbruch zur Arbeitsgerichtsbarkeit in ihrer heutigen Ausprägung. Beherzt nutzte Quentin die rechtlichen und sozialpolitischen Möglichkeiten, die sich aufgrund der weiterbestehenden französischen Gesetzgebung in der Rheinprovinz ergeben hatten.
Die Strategie von Quentin war darauf gerichtet, den sozialreformerischen Teil der Beamtenschaft zur Unterstützung derjenigen Unternehmer zu mobilisieren, die gewillt waren, mit Hilfe einer autonomen Rechtsprechung rechtliche Standards im "Arbeitsrecht" zu begründen. Wie ein "Promemoria" Quentins vom 13. Oktober 1844 ausweist, war sein sozialreformerischer Ansatz durchaus paternalistisch eingefärbt. Bei der legislativen Enthaltsamkeit des Staates konnten nach seiner Ansicht sozialpolitische Verbesserungen nur mit den Unternehmern, nicht aber gegen sie durchgesetzt werden. Insbesondere die Zusammenarbeit mit Friedrich von Diergardt, einem erfolgreichen Kaufmann, der seit 1830 Inhaber eines bedeutenden Verlagsunternehmens/Seidenfabrik in Viersen war, brachte mit der Einrichtung des „Fabrikengerichts“ in Gladbach (20. Nov. 1835) den Durchbruch für die Idee der Gewerbegerichte, die durch die Tatkraft von Quentin auch auf der rechten Rheinseite des Regierungsbezirkes Düsseldorf im Jahre 1840 zur Einrichtung von derartigen Gerichten im rechtsrheinischen Industriedreieck führte (Barmen, Elberfeld, Lennep, Remscheid und Solingen). Es folgten schließlich Krefeld (1841), Burscheid (1843) und Düsseldorf (1844). Nur ein einziges Gericht, das zu Mühlheim a. Rhein (1857), ging nicht auf die Initiative von Quentin zurück.
Quentin gelang es, in dem hochindustrialisierten Rheinland durch das Zusammenwirken von hohen Beamten und führenden Unternehmern das Dogma der in der Berliner Zentrale besonders nachhaltig verfochtenen Gewerbefreiheit auf dem Gebiet der "Arbeitsgerichtsbarkeit" aufzubrechen. Unbeirrt hielten sie an ihrem Konzept einer zwischen Kapital und Arbeit ausgleichenden Instanz fest. Man wußte, daß der gegebene Spielraum dafür eng bemessen blieb, nicht zuletzt deshalb, weil die von der Berliner Zentrale misstrauisch beobachtete Einrichtung der Gewerbegerichte auf dem historischen Zufall der französischen Erbschaft beruhte und außerhalb der staatlichen Justiz stattfand. In Düsseldorf steuerte man deshalb unter der Führung Quentins zwischen einer bisweilen doktrinär, bisweilen unsicher handelnden Ministerialverwaltung und den oftmals hinhaltend taktierenden Landräten einen Kurs, der den Bestand einer justizfremden Organisation möglichst zu stabilisieren suchte. Der überwältigende Erfolg der von Quentin neu begründeten Institution, der es mit ihren Laienrichtern aus dem Kreise von Unternehmern und Meistern zwischen 18501890 gelang, mehr als 100.000 Arbeitsstreitigkeiten im Vergleichswege oder im streitigen Verfahren beizulegen, fand ihre Krönung dann in der Verabschiedung des Gewerbegerichtsgesetzes von 1890

### Als Akteur der Deutschen Revolution in Düsseldorf
Im Zuge der Deutschen Revolution 1848/1849, bei der es anfangs sein Anliegen war, den Regierungsbezirk Düsseldorf durch Förderung reformerischer Ansätze aus der anschwellenden revolutionären Bewegung herauszuhalten, gehörte Quentin zu den fast 2000 Mitgliedern des Vereins für demokratische Monarchie, der Frühform einer politischen Partei, die sich für Demokratie und Bürgerrechte, die Umwandlung Preußens und des Deutschen Bundes in konstitutionelle Monarchien sowie für die großdeutsche Lösung der Deutschen Frage einsetzte. In dieser politischen Bewegung gehörte Quentin neben Hugo Wesendonck, Anton Bloem, Lorenz Cantador, Eduard Hölterhoff und Moritz Seelig zum Führungspersonal.
Als der preußische König Friedrich Wilhelm IV. im November 1848 die Preußische Nationalversammlung von Berlin nach Brandenburg an der Havel auswies und die Nationalversammlung ihrerseits zur Steuerverweigerung aufrief, erklärte sich in Düsseldorf, dem Parlamentssitz der Rheinprovinz, die von Lorenz Cantador geführte Bürgerwehr zum „bewaffneten Organ der Revolution“. Wenig später durchsuchte die Bürgerwehr auf Befehl Cantadors das Düsseldorfer Postamt nach Steuergeldern, woraufhin der Düsseldorfer Regierungspräsident Adolph von Spiegel-Borlinghausen, der Dienstvorgesetzte Quentins, und Divisionskommandeur Generalleutnant Otto von Drigalski am 22. November 1848 den Belagerungszustand verhängten und die Bürgerwehr verboten.
In dieser Konfliktsituation stellten sich sechs Regierungsräte, unter ihnen Quentin, der örtliche Polizeiinspektor Zeller sowie der Gemeinderat Düsseldorfs auf die Seite der Revolution. Diese Gehorsamsverweigerung hatte zur Folge, dass Zeller von seinem Amt suspendiert wurde und gegen Quentin und andere Beamte Disziplinarverfahren eingeleitet wurden. Als Folge des gegen ihn gerichteten Verfahrens und der drohenden Strafversetzung verließ Quentin den Staatsdienst. Als er sich – wie andere Forty-Eighters – zur Emigration entschloss, erhielt er von der Düsseldorfer Stadtverwaltung ein Ehrengeschenk und ein Dankschreiben.

### Auswanderung und Karriere in den Vereinigten Staaten
Im Mai 1850 reiste er über Bremen in die Vereinigten Staaten aus. Dort bereiste er in Begleitung seiner Frau für etwa ein halbes Jahr New York, Illinois, Wisconsin, Ohio, Missouri und Michigan sowie neuenglische Staaten, insbesondere die Städte Chicago, Milwaukee, St. Louis and Cincinnati. Seine Eindrücke fasste er in dem Reisebericht Reisebilder und Studien aus dem Norden der Vereinigten Staaten von Amerika zusammen. Das Werk erschien 1851 im Verlag von H. F. Grote in Arnsberg. Mit seiner Frau Charlotte ließ sich Quentin 1851 in Milwaukee nieder, wo seine drei Kinder geboren wurden.
In seiner neuen Heimat, wo er am 15. Oktober 1853 in der Nähe des Milwaukee River das Anwesen von Garrett Vliet (1790–1877) erwarb, es in eine später Quentin’s Park (danach Schlitz Park, heute Lapham Park) genannte Gartenanlage verwandelte und ein damals modisches amerikanisches Oktogonhaus bewohnte, gelangen ihm als Inhaber der Immobiliengesellschaft Charles Quentin & Co. vorteilhafte Grundstücksgeschäfte und eine politische Karriere als Parlamentarier. 1860 wurde er für die Jahre 1861/1862 zum Senator für den Milwaukee County in den Senat von Wisconsin gewählt. 1861 wurde er neben Alexander Mitchell und Joshua Hathaway zum commissioner of the Public Debt für die von einem Bankrott bedrohte Stadt Milwaukee berufen. Nach seinem Tod kehrten seine Frau und die Kinder nach Deutschland zurück; seine Witwe, Charlotte Quentin, verstarb am 15. April 1886 in Bonn.
Außer dem Quentin’s Park war in Milwaukee nach Quentin eine mittlerweile geschlossene Schule benannt.

## Schriften
- Ein Wort zur Zeit der Arbeiter-Koalitionen. J. H. C. Schreiner, Düsseldorf 1840; abgedruckt in: MCV, Band 1, Berlin 1848/1849 (Reprint: Hagen 1980, S. 84 ff.)
- Reisebilder und Studien aus dem Norden der Vereinigten Staaten von Amerika. Zwei Teile in einem Band, Druck und Verlag H. F. Grote, Arnsberg 1851, 209 S. mit Abbildungen von verschiedenen Orten (Digitalisat)